# Oleandru
Nerium oleander /ˈnɪəriəm ˈoʊliː.ændər/ este un arbust sau arbore mic din familia Apocynaceae, cu toate părțile toxice. Este singura specie clasificată în prezent a genului Nerium. El este cunoscut în special sub numele de nerium, leandru sau oleandru din cauza asemănării superficiale cu măslinii Olea. Este cultivat pe scară largă în prezent astfel că regiunea sa de origine nu a fost identificată precis, deși s-a sugerat că ar fi Asia de sud-vest. Numele orașului antic Volubilis din Maroc ar putea fi o latinizare a cuvântului berber oualilt care desemnează această floare. Leandrul este una dintre cele mai otrăvitoare plante de grădină frecvent cultivate.

## Sinonimie
Planta a fost descrisă sub o mare varietate de nume care sunt astăzi considerate sinonimele sale
- Oleander Medik.
- Nerion Tourn. ex St.-Lag.
- Nerion oleandrum St.-Lag.
- Nerium carneum Dum.Cours.
- Nerium flavescens Spin
- Nerium floridum Salisb.
- Nerium grandiflorum Desf.
- Nerium indicum Mill.
- Nerium japonicum Gentil
- Nerium kotschyi Boiss.
- Nerium latifolium Mill.
- Nerium lauriforme Lam.
- Nerium luteum Nois. ex Steud.
- Nerium madonii M.Vincent
- Nerium mascatense A.DC.
- Nerium odoratissimum Wender.
- Nerium odoratum Lam.
- Nerium odorum Aiton
- Nerium splendens Paxton
- Nerium thyrsiflorum Paxton
- Nerium verecundum Salisb.
- Oleander indica (Mill.) Medik.
- Oleander vulgaris Medik.